# Psecacera virens
Psecacera virens là một loài ruồi trong họ Tachinidae.